# Dave Williams (cestista)
David Boyer Williams, detto Dave (Auburn, 7 febbraio 1913 – Mount Dora, 6 marzo 1983), è stato un cestista statunitense, professionista nella NBL.

## Carriera
Giocò per tre stagioni nella NBL, disputando complessivamente 32 partite con 2,9 punti di media.